# Eaten Alive (album)
Eaten Alive è un album della cantante statunitense Diana Ross, pubblicato dalle etichette discografiche Capitol (Europa) e RCA (Nord America) nel 1985.
L'album, disponibile su long playing, musicassetta e compact disc, è prodotto dall'insieme Gibb-Galuten-Richardson, con la partecipazione di Michael Jackson per la canzone che dà il titolo al lavoro. I brani sono composti principalmente dai fratelli Barry, Robin e Maurice Gibb, ovvero i Bee Gees.
Dal disco vengono tratti i singoli Eaten Alive, Chain Reaction ed Experience.

## Tracce

### Lato A
1. Eaten Alive
2. Oh Teacher
3. Experience
4. Chain Reaction
5. More and More

### Lato B
1. I'm Watching You
2. Love on the Line
3. (I Love) Being in Love with You
4. Crime of Passion
5. Don't Give Up on Each Other